# Pterolophia parovalis
Pterolophia parovalis är en skalbaggsart som beskrevs av Stefan von Breuning 1973. Pterolophia parovalis ingår i släktet Pterolophia och familjen långhorningar.
Artens utbredningsområde är Sri Lanka. Inga underarter finns listade i Catalogue of Life.